# Я убил Эйнштейна, господа
«Я убил Эйнштейна, господа» (чеш. Zabil jsem Einsteina, pánové) — чехословацкий художественный фильм, фантастическая комедия, снятый в 1969 году Олдржихом Липским. Премьера состоялась в 1970 году.

## Сюжет
Действие происходит в 1999 году. Человечество обеспокоено ужасной экологической ситуацией, возникшей на Земле на рубеже веков. У женщин начинают расти бороды и они не могут иметь детей. Все дело в отходах производства нового вида вооружений, идея которого была найдена в трудах великого физика Альберта Эйнштейна.
ООН созывает конференцию ученых, от которых ожидают решения проблемы.
Для выхода из сложившейся ситуации учëные предлагают построить машину времени и отправиться на ней в 1911 год, чтобы убить Эйнштейна ещё до того, как он сделает свои расчëты.
Но экспедиция не удаëтся. Поэтому они отправляют в прошлое ещё две экспедиции. Возникает новая проблема — вместо ядерных фанатиков появляются химические фанатики. Начинают возникать парадоксы времени. Новая «редакция» истории, в которой Эйнштейн погиб в 1911 году, ещё больше нуждается в коррекции…

## В ролях
- Иржи Совак — профессор Дэвид Мур
- Яна Брейхова — доктор Вильямс, историк
- Любомир Липский (чеш. Lubomír Lipský) — профессор Фрэнк Пех
- Ива Янжурова — Бетси, жена Фрэнка
- Петр Чепек (чеш. Petr Čepek) — Альберт Эйнштейн
- Сватоплук Бенеш — агент ООН Джакометти
- Радослав Брзобогаты (чеш. Radoslav Brzobohatý) — профессор Роберт Грант
- Ян Либичек (чеш. Jan Libíček) — Смит, бандит
- Милош Копецкий — Гвидо Вертхайм
- Стелла Зазворкова — жена Вертхайма
- Отто Лацкович – ассистент
- Хелена Ружичкова — повариха
- Даниэла Главачова — Эмилия
- Виктор Маурер — Шнайдер
- Карел Эффа — Заместитель начальника полиции
- Ольдржих Мусил (чеш. Oldřich Musil) — ректор Рат
- Вацлав Выдра — режиссёр
- Йозеф Кемр